# Regesta Norvegica

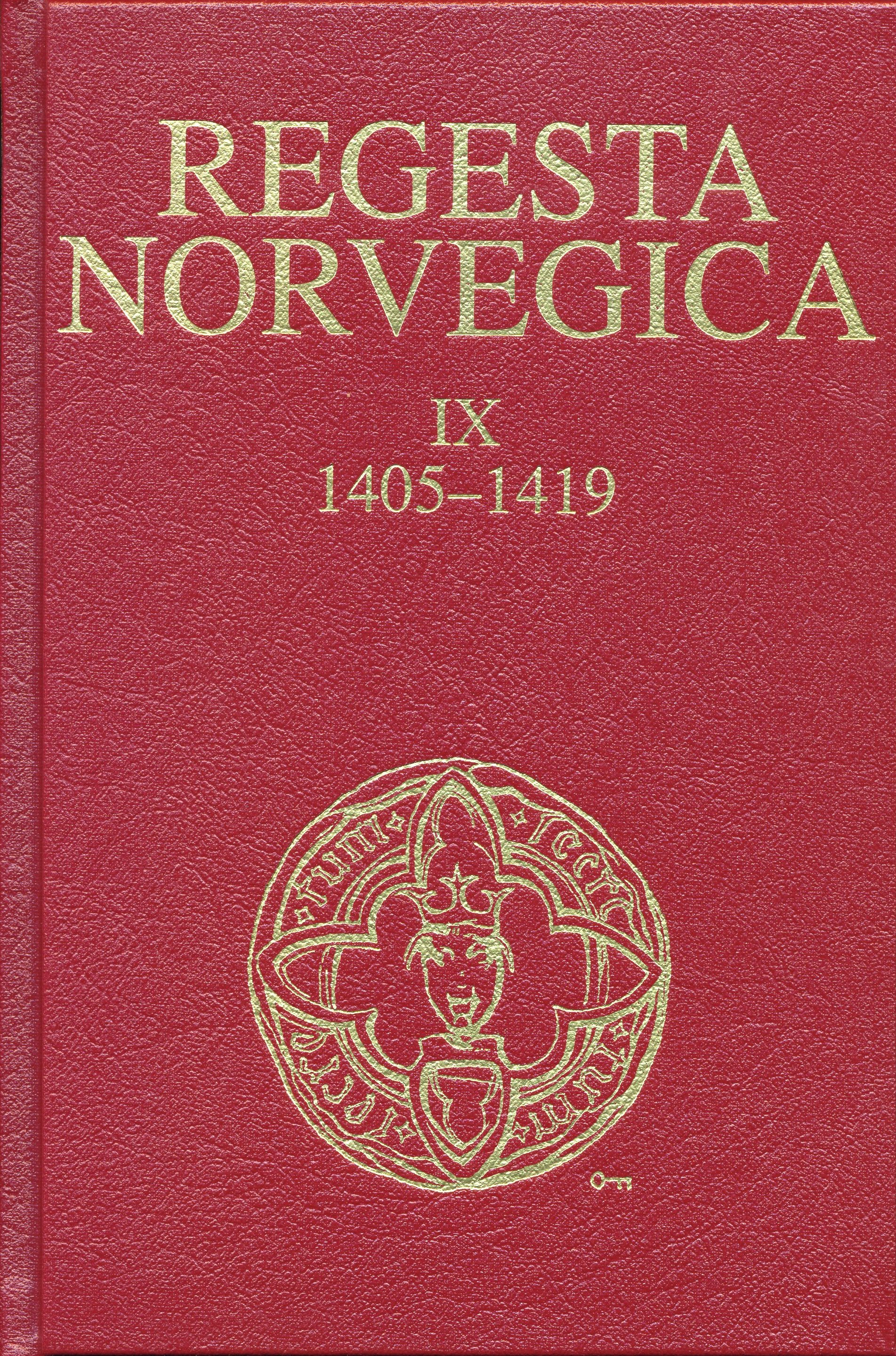

Il Regesta Norvegica è un inventario cronologico di tutti i documenti conosciuti relativi alla storia della Norvegia durante il Medioevo. La serie contiene i riassunti in norvegese moderno dei documenti medievali riguardanti la Norvegia e gli affari norvegesi.

## Storia
Gustav Storm (1845 – 1903) pubblicò per la prima volta il Regesta Norvegica nel 1898. Conteneva 630 testi e copriva gli anni dal 991 al 1263. In quel periodo era professore di storia alla Royal Frederick University di Christiania. La sua area di interesse era la ricerca della storia e della letteratura scandinava del Medioevo.
Nel 1966 iniziarono i lavori su una nuova edizione. Fu istituito un comitato e la responsabilità dei primi volumi fu affidata alle università norvegesi. Successivamente, per i volumi VI e successivi, la responsabilità è stata trasferita al Norsk Historisk Kjeldeskriftinstitutt. Nel 1991 questo istituto è stato integrato come dipartimento separato degli Archivi nazionali della Norvegia (Riksarkivet).
Finora sono stati pubblicati nove volumi, che coprono gli anni dal 822 al 1419. Sono in corso altri due volumi: Parte X (1420–1430) e XI (1431–1440). Una volta completata, la serie dovrebbe coprire l'intero periodo medievale della storia norvegese.
- Parte I, 1989
- Parte II, 1978
- Parte III, 1983
- Parte IV, 1979
- Parte V, 1979
- Parte VI, 1993
- Parte VII, 1998
- Parte VIII, 2006
- Parte IX, 2010
- Parte X, 2015

## Il progetto documentale
I volumi I-X di Regesta Norvegica sono digitalizzati e liberamente accessibili, creati dalla collaborazione tra gli archivi nazionali della Norvegia e Enhet for Digital Dokumentasjon (Dokumentasjonsprosjektet), Università di Oslo. Il Dokumentasjonsprosjektet è una collaborazione tra le discipline umanistiche presso l'Università di Bergen, l'Università di Oslo, l'Università di Trondheim e l'Università di Tromsø con l'obiettivo di utilizzare le moderne tecnologie informatiche per dare accesso alle raccolte di lingue e cultura in Norvegia. Lo scopo è stato quello di rendere disponibili digitalmente le varie raccolte documentali delle università.